# Marcel Dassault
Marcel Dassault, nascido Marcel Bloch, (Paris, 22 de janeiro de 1892 - Neuilly-sur-Seine, 17 de abril de 1986) foi um industrial francês.
Mudou seu nome de Bloch para Bloch-Dassaut e posteriormente para Dassault em 1949. Dassault era o pseudônimo de seu irmão, o general Darius Paul Bloch, na resistência francesa.